# Ángel Ortiz
Ángel Ortiz est un footballeur paraguayen né le 27 décembre 1977. Il est milieu de terrain.